# Rhigos
Rhigos est un village et une communauté du borough de comté de Rhondda Cynon Taf, au pays de Galles.

## Géographie
Rhigos est situé dans l'ouest du borough de comté de Rhondda Cynon Taf, dans les hauteurs entre les vallées de la Neath (en) et de la Cynon. La ville la plus proche est Glynneath, dans le borough de comté de Neath Port Talbot, à 3 km à l'ouest.
La communauté de Rhigos comprend aussi les hameaux de Cefn Rhigos (en) et Cwm-Hwnt (en).

## Démographie
Au recensement de 2011, la communauté de Rhigos comptait 894 habitants.